# 大不列顛君主壽命列表
本列表列舉了自1603年英格蘭、蘇格蘭和愛爾蘭三國成為共主邦聯後的列任君主，並按其壽命排列。為保持資料的一致性，表中所有日期均以格里曆為準。
列表以兩種形式表示各君主的壽命：一是該君主自出生日至其殁日（或今天）的絕對日數；二是該君主在最後（或最近）一次生日的歲數，加上該君主最後（或最近）一次生日至其殁日（或今天）的日數。兩種數據會因為各君主在世期間所經歷的閏日數目不同而略有差異。
自1952年2月6日繼位並在位至2022年的伊莉莎伯二世女王是現時大不列顛史上最長壽的君主。
| 排名 | 君主             | 出生日期       | 死亡日期       | 壽命     | 壽命            |
| 排名 | 君主             | 出生日期       | 死亡日期       | 實際天數 | 歲數 + 剩餘天數 |
| ---- | ---------------- | -------------- | -------------- | -------- | --------------- |
| 1    | 伊莉莎伯二世     | 1926年4月21日  | 2022年9月8日   | 35,204   | 96岁140天       |
| 2    | 維多利亞         | 1819年5月24日  | 1901年1月22日  | 29,828   | 81岁243天       |
| 3    | 喬治三世         | 1738年6月4日   | 1820年1月29日  | 29,823   | 81岁239天†      |
| 4    | 愛德華八世       | 1894年6月23日  | 1972年5月28日  | 28,463   | 77岁340天       |
| 5    | 喬治二世         | 1683年11月10日 | 1760年10月25日 | 28,108   | 76岁350天       |
| 6    | 查理三世         | 1948年11月14日 | 在世           | 27,887   | 76岁128天       |
| 7    | 威廉四世         | 1765年8月21日  | 1837年6月20日  | 26,235   | 71岁303天       |
| 8    | 喬治五世         | 1865年6月3日   | 1936年1月20日  | 25,797   | 70岁231天       |
| 9    | 愛德華七世       | 1841年11月9日  | 1910年5月6日   | 25,014   | 68岁178天       |
| 10   | 詹姆斯二世與七世 | 1633年10月24日 | 1701年9月16日  | 24,798   | 67岁327天       |
| 11   | 喬治四世         | 1762年8月12日  | 1830年6月26日  | 24,789   | 67岁318天       |
| 12   | 喬治一世         | 1660年6月7日   | 1727年6月22日  | 24,485   | 67岁15天        |
| 13   | 詹姆斯一世與六世 | 1566年6月19日  | 1625年3月27日  | 21,466   | 58岁281天       |
| 14   | 喬治六世         | 1895年12月14日 | 1952年2月6日   | 20,507   | 56岁54天        |
| 15   | 查理二世         | 1630年6月8日   | 1685年2月6日   | 19,967   | 54岁243天       |
| 16   | 威廉三世與二世   | 1650年11月14日 | 1702年3月19日  | 18,752   | 51岁125天       |
| 17   | 安妮             | 1665年2月16日  | 1714年8月12日  | 18,073   | 49岁177天       |
| 18   | 查理一世         | 1600年11月29日 | 1649年2月9日   | 17,604   | 48岁72天        |
| 19   | 瑪麗二世         | 1662年5月10日  | 1695年1月7日   | 11,930   | 32岁242天       |

†：如果以「歲數加剩餘天數」的方式表示年齡，維多利亞女王比喬治三世國王多活了四天。事實上，維多利亞比喬治三世多活了五天，原因是維多利亞在世期間經歷了二十個閏年，比喬治三世多一個。